# Teleskop (program informacyjny)
Teleskop – telewizyjny program informacyjny regionalnego oddziału TVP3 Poznań, emitowany od 1975 roku (w latach 1989–1994 nosił nazwę Aktualności). Obecnie program ukazuje się 5 razy na dobę w ramach regionalnego pasma TVP3. Od marca 2019 r. do lutego 2024 p.o. szefa programu był Łukasz Maciejewski. Od lutego 2024 szefem programu jest Beata Mes. 

## Prezenterzy
- Łukasz Maciejewski (od 2008)
- Dariusz Nowakowski
- Agata Wojtkowiak (13.12.2015–22.02.2021 i od 21.03.2022)[3]
- Robert Chodyła (1994–2017 i od 2024)[4]
- Dariusz Milejczak (od 2024)[5]
- Agnieszka Wilkowska-Wolicka (od 2024)[4]

## Reporterzy
- Piotr Chudziński
- Sylwia Cybulska[6]
- Krzysztof Czub[6]
- Agata Czyżak[2]
- Marek Dłużniewski
- Beata Grochowalska
- Maria Kaczorowska
- Krystian Kaliszak
- Dorota Knop-Dolata
- Anna Kowalik
- Barbara Kożeniewska
- Tomasz Małecki
- Natalia Patyk
- Bartłomiej Pomianowski
- Eugeniusz Romer
- Przemysław Tórz
- Marcin Wojciechowski[6]
- Szymon Woźniak
- Marcin Wróblewski

## Korespondenci
- Justyna Andersz-Rychter (Leszno)
- Waldemar Domski (Konin)
- Marcin Formella (Piła)
- Agnieszka Kledzik (Piła)
- Maciej Maliński (Gniezno)
- Sylwia Nowicka (Kalisz)
- Piotr Nowicki (Kalisz)
- Zbigniew Sabik (Piła)
- Leszek Śliwiński (Gniezno)
- Marceli Uciński (Koło)

## Byli dziennikarze
- Paulina Abram
- Artur Adamczak (2005–2016)[7]
- Dymitr Błaszczyk (2016–2017)[8]
- Adrianna Borowicz
- Piotr Chajec
- Grzegorz Chlasta
- Anna Ciamciak (2004–2012)[9]
- Beata Demianowska
- Dominika Długosz
- Małgorzata Dzieciniak
- Katarzyna Górcewicz
- Celestyna Grzebyta
- Jan Józefowski (2014–2016)
- Agata Kaczkowska
- Katarzyna Kaczmarek
- Czesław Kaliszan
- Bryan Kasprzyk
- Joanna Klein
- Dariusz Klincewicz
- Katarzyna Kmita
- Sonia Kobylańska-Jóźwik
- Karol Kosidowski
- Aleksandra Kowalewska
- Marcin Krzemiński
- Małgorzata Lamperska
- Karolina Lewicka
- Urszula Łaszyńska
- Paweł Marciniak
- Beata Mes
- Artur Michniewicz
- Anna Molska
- Agnieszka Nawrocka
- Katarzyna Nowacka
- Paweł Oses
- Zuzanna Pankros
- Dagmara Prystacka (2006–2012)
- Maciej Sawicki (2013–2017)[10]
- Wojciech Sikorski
- Ewa Siwicka
- Krzysztof Skrzypek (2007–2017)[11]
- Karolina Słotwińska-Lisiak
- Monika Stachurska
- Maciej Stroiński
- Agata Swatowska
- Przemysław Sypniewski
- Radosław Śledziński
- Adam Talarek
- Katarzyna Werner
- Piotr Wielicki
- Mateusz Wojciechowski (2010–2020)[12]
- Tomasz Wolny (2010–2014)
- Tomasz Wójcik
- Małgorzata Wyszyńska
- Tadeusz Zwiefka
- Mikołaj Żuławski

## Sport
- Marcin Nowak
- Beata Oryl-Stroińska
- Krzysztof Ratajczak
- Tomasz Wójcik

## Pogoda
- Olga Kazymyrska
- Aleksandra Kowalewska
- Paulina Królak
- Jacek Piechota

## Byli prezenterzy Pogody
- Piotr Chajec
- Tomasz Dassuj
- Celestyna Grzebyta
- Katarzyna Kaczmarek
- Patrycja Kasperczak (2000–2021)[11]
- Mariusz Kwaśniewski
- Żaneta Rosińska (2016–2020)[13]
- Małgorzata Wyszyńska